# Junioren-Badmintonasienmeisterschaft U17
Juniorenasienmeisterschaften im Badminton sind die kontinentalen Titelkämpfe des Badminton-Nachwuchses der Altersklasse U17 in Asien. Sie finden seit 2006 jährlich statt, legten jedoch durch die COVID-19-Pandemie 2020 und 2021 eine unfreiwillige Pause ein.

## Austragungsorte
| Jahr | Edition | Stadt      | Land                | Disziplinen |
| ---- | ------- | ---------- | ------------------- | ----------- |
| 2006 | 1       | Tomioka    | Japan               | 4           |
| 2007 | 2       | Narita     | Japan               | 4           |
| 2008 | 3       | Chiba      | Japan               | 4           |
| 2009 | 4       | Chiba      | Japan               | 4           |
| 2010 | 5       | Chiba      | Japan               | 4           |
| 2011 | 6       | Chiba      | Japan               | 4           |
| 2012 | 7       | Dongguan   | Volksrepublik China | 4           |
| 2013 | 8       | Kudus      | Indonesien          | 5           |
| 2014 | 9       | Bangkok    | Thailand            | 5           |
| 2015 | 10      | Kudus      | Indonesien          | 5           |
| 2016 | 11      | Kudus      | Indonesien          | 5           |
| 2017 | 12      | Rangun     | Myanmar             | 5           |
| 2018 | 13      | Mandalay   | Myanmar             | 5           |
| 2019 | 14      | Surabaya   | Indonesien          | 5           |
| 2022 | 15      | Nonthaburi | Thailand            | 5           |
| 2023 | 16      | Chengdu    | Volksrepublik China | 5           |
| 2024 | 17      | Chengdu    | Volksrepublik China | 5           |

## Titelträger
| Jahr      | Herreneinzel           | Dameneinzel          | Herrendoppel                                       | Damendoppel                                 | Mixed                                        |
| --------- | ---------------------- | -------------------- | -------------------------------------------------- | ------------------------------------------- | -------------------------------------------- |
| 2006      | Zhang Sheng            | Jia Wei              | Guo Junjie He Xianglong                            | Li Xuerui Li Yi                             | nicht ausgetragen                            |
| 2007      | Choi Young-woo         | Eom Hye-won          | Choi Young-woo Hyun Dong-ki                        | Eom Hye-won Lee Sa-rang                     | nicht ausgetragen                            |
| 2008      | Choi Seung-il          | Risa Nakamura        | Kang Ji-wook Choi Seung-il                         | Ayumi Konno Rina Wakino                     | nicht ausgetragen                            |
| 2009      | Khosit Phetpradab      | Lee So-hee           | Khosit Phetpradab Sitthikom Thammasin              | Park So-young Kim Ji-won                    | nicht ausgetragen                            |
| 2010      | Kento Momota           | Nozomi Okuhara       | Jeong Jae-uk Bae Kwon-young                        | Lee So-hee Shin Seung-chan                  | nicht ausgetragen                            |
| 2011      | Sitthikom Thammasin    | Aya Ohori            | Takuro Hoki Yugo Kobayashi                         | Wiranpatch Hongchookeat Puttita Supajirakul | nicht ausgetragen                            |
| 2012      | Shi Yuqi               | He Bingjiao          | Zhou Bowei Sun Feixiang                            | He Bingjiao Du Yue                          | nicht ausgetragen                            |
| 2013      | Firman Abdul Kholik    | Natsuki Nidaira      | M. R. Arjun Chirag Shetty                          | Kim Ga-eun Kim Hyang-im                     | Andika Ramadiansyah Marsheilla Gischa Islami |
| 2014      | Kantaphon Wangcharoen  | Kim Ga-eun           | Lee Hong-sub Lim Su-min                            | Apriyani Rahayu Jauza Fadhila Sugiarto      | Akbar Gusti Ramadhani Serena Kani            |
| 2015      | Chen Chi-ting          | Yeo Jia Min          | Krishna Prasad Garaga Satwiksairaj Rankireddy      | Crystal Wong Jia Ying Yeo Jia Min           | Pachaarapol Nipornram Natthakorn Jaiareree   |
| 2016      | Kunlavut Vitidsarn     | Pattarasuda Chaiwan  | Haffiz Nur Adila Rehan Naufal Kusharjanto          | Agatha Imanuela Siti Fadia Silva Ramadhanti | Kunlavut Vitidsarn Pattarasuda Chaiwan       |
| 2017      | Kunlavut Vitidsarn     | Pattarasuda Chaiwan  | Cheng Kai-wen Chiu Yuh-hong                        | Putri Larasati Melani Mamahit               | Ko Shing Hei Yeung Pui Lam                   |
| 2018      | Jin Yong               | Benyapa Aimsaard     | Demond Anthony Samin Junaidi Arif                  | Benyapa Aimsaard Peeraya Khantaruangsakul   | Ko Shing Hei Lui Lok Lok                     |
| 2019      | Justin Hoh             | Hina Akechi          | Rahmat Hidayat Davin Rutama                        | Pornpicha Choeikeewong Pornnicha Suwatnodom | Rahmat Hidayat Febi Setianingrum             |
| 2020 2021 | nicht ausgetragen      | nicht ausgetragen    | nicht ausgetragen                                  | nicht ausgetragen                           | nicht ausgetragen                            |
| 2022      | Su Wei-cheng           | Sarunrak Vitidsarn   | Lai Po-yu Lin Yi-hao                               | Kim Min-ji Kim Min-sun                      | Bao Xin Da Gu La Wai Hsieh Mi-yen            |
| 2023      | Zhang Zhijie           | Yataweemin Ketklieng | Chen Junting Li Hongyi                             | Chen Yan-fei Sun Liang-ching                | Liu Junrong Chen Fanshutian                  |
| 2024      | Radithya Bayu Wardhana | Shi Sichen           | Muhammad Rizki Mubarrok Raihan Daffa Edsel Pramono | Liu Yinuo Xu Xiuyan                         | Lin Sheng-ming Liao Pin-chen                 |